# Nam Nederlanden

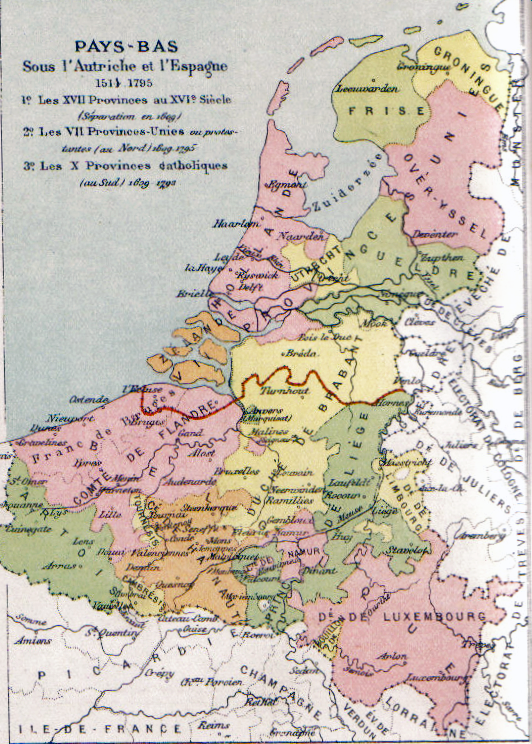
Các quốc gia vùng thấp (Habsburg) (1515 –1715; bao gồm Liège, Stavelot-Malmedy và Bouillon), biên giới giữa Bắc Nederlanden và Nam Nederlanden được đánh dấu màu đỏ.
Lưu ý rằng 'Upper Guelders' (phía nam của khu vực chính của Guelders ở Nederlanden và phía đông Công quốc Brabant, có màu vàng nhạt) đã bị để nhầm là màu trắng trên bản đồ này!

Nam Nederlanden (tiếng Hà Lan: Zuidelijke Nederlanden), còn được gọi là Nederlanden Công giáo (Katholieke Nederlanden), là một phần của các quốc gia vùng đất thấp (Nê-đéc-lan) thuộc Đế chế La Mã Thần thánh mà lúc đầu phần lớn được kiểm soát bởi Habsburg Tây Ban Nha (Nederlanden thuộc Tây Ban Nha, 1556–1714) và sau đó là Habsburgs Áo (Nederlanden thuộc Áo, 1714–1794) cho đến khi bị Pháp Cách mạng chiếm đóng và sáp nhập (1794–1815).
Khu vực này cũng bao gồm một số nhà nước nhỏ hơn chưa bao giờ được cai trị bởi Tây Ban Nha hoặc Áo: Giáo phận vương quyền Liège, Tu viện vương quyền Stavelot-Malmedy, Bá quốc Bouillon, Bá quốc Horne và Tu viện vương quyền Thorn.
Miền Nam Nederlanden bao gồm hầu hết lãnh thổ của Vương quốc Bỉ và Luxembourg ngày nay, một phần nhỏ của Hà Lan và Đức hiện đại (vùng Upper Guelders, cũng như khu vực Bitburg ở Đức, sau đó là một phần của Luxembourg), ngoài ra (cho đến năm 1678) hầu hết của vùng Nord-Pas-de-Calais hiện nay và vùng Longwy ở miền bắc nước Pháp. Vùng Upper Guelders (phía nam) bao gồm khu vực ngày nay được phân chia giữa Đức và tỉnh Limburg hiện đại của Hà Lan (năm 1713 phần lớn được nhượng lại cho Vương quốc Phổ).